# Parodiolyra luetzelburgii
Parodiolyra luetzelburgii là một loài thực vật có hoa trong họ Hòa thảo. Loài này được (Pilg.) Soderstr. & Zuloaga mô tả khoa học đầu tiên năm 1989.